# Jakob Knudsen

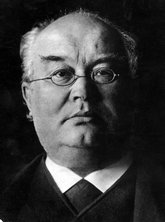
Jakob Knudsen, 1913

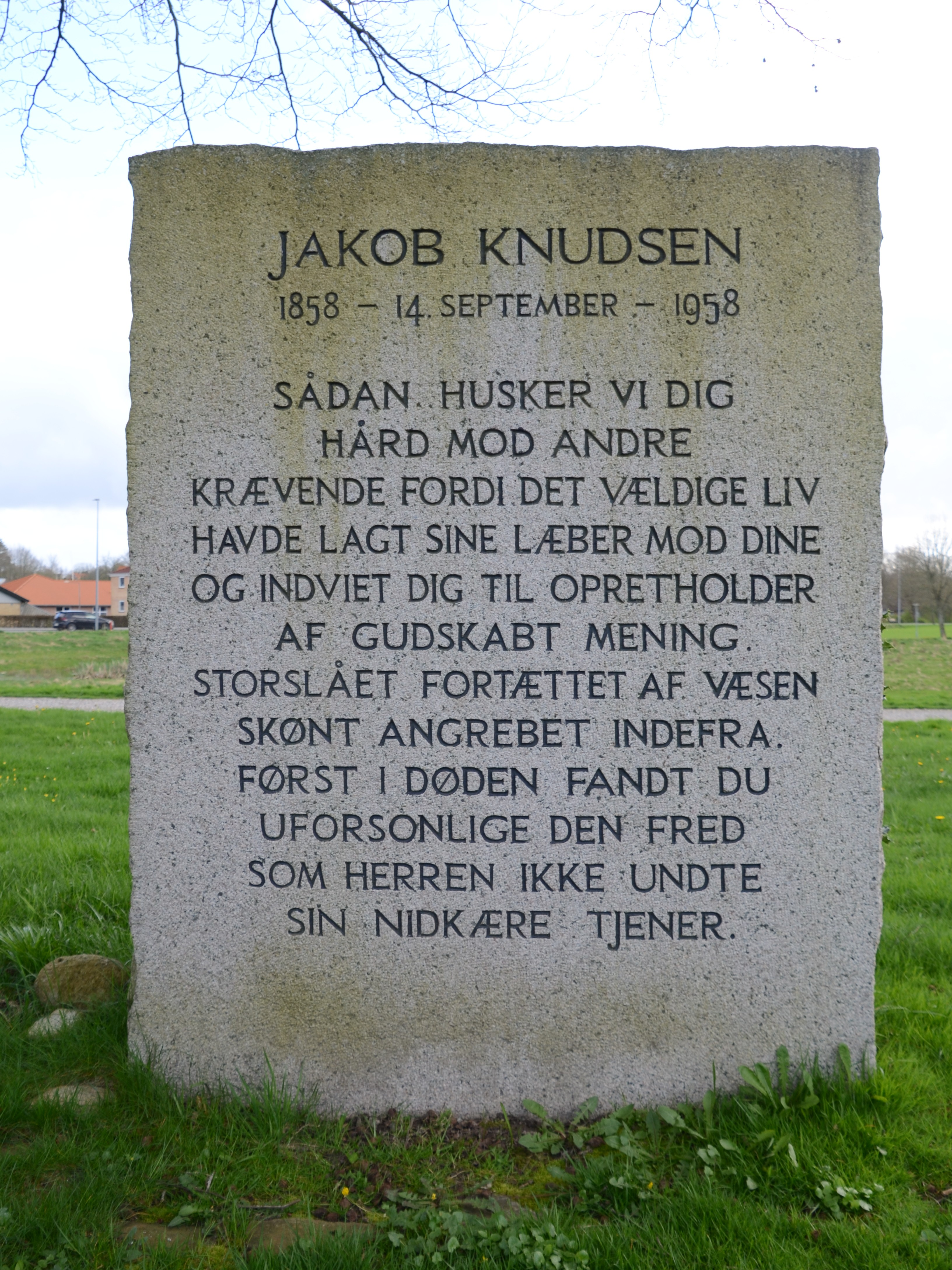
Gedenkstein nahe der Volkshochschule in Rødding.

Jakob Christian Lindberg Knudsen (* 14. September 1858 in Rödding, Nordschleswig; † 21. Januar 1917 in Birkerød, Seeland) war ein dänischer Schriftsteller und Geistlicher.

## Leben und Wirken
Knudsen war der Sohn eines Pfarrers und Volkshochschullehrers. Auch er selbst wurde nach einem Theologiestudium zunächst Volkshochschullehrer und dann 1890 Pfarrer. Ab 1896 war er freischaffender Schriftsteller.
Knudsens Romane erzählen vom bäuerlichen Leben in Jütland. Eine besondere Rolle spielt darüber hinaus das Christentum. Die von Knudsen vertretenen Ansichten waren unter anderem von Nikolai Frederik Severin Grundtvig, Søren Kierkegaard, aber auch Charles Darwin beeinflusst.
Noch zu Knudsens Lebzeiten wurden mehrere seiner Werke ins Deutsche übersetzt. Der Roman Den gamle Præst wurde 1939 verfilmt.

## Werke
- Den gamle Præst. 1899 
  - Der alte Pfarrer. Deutsch von Hermann Kiy. Nordische Verlagsanstalt, Neumünster 1910.
  - Der alte Pfarrer. Deutsch von Jörg Seidel. Verlag Antaios, Schnellroda 2024.
- Gjæring – Afklaring. 1902
- Sind. 1903 
  - Anders Hjarmsted. 1907
- For livets skyld. 1905
  - Um des Lebens willen. 1910
- Inger. 1906
- Fremskidt. 1907
  - Fortschritt. 1909
- Lærer Urup. 1909
- Angst-Mod. 1912, 1914
  - Angst. 1914
- Martin Luther. 1915
- Jyder. 1915, 1917